# Třeboradice
Třeboradice (en allemand : Trebonitz) est un quartier pragois situé dans le nord-est de la capitale tchèque, appartenant à l'arrondissement de Prague 18, d'une superficie de 368,8 hectares est un quartier de Prague. En 2018, la population était de 1 134 habitants.
La ville est devenue une partie de Prague en 1968.